# Lasha Gobadze
Lasha Gobadze (in georgiano ლაშა გობაძე?; Khulo, 10 gennaio 1994) è un lottatore georgiano, specializzato nella lotta greco-romana.

## Biografia
Dopo aver ottenuto diverse medaglie a livello giovanile, tra cui due ori agli europei under 23, ha esordito ad una grande manifestazione internazionale ai Giochi europei di Baku 2015. Lo stesso anno ha partecipato al suo primo campionato mondiale a Las Vegas 2015, guadagnando il bronzo negli 80 kg.
Agli europei di Bucarest 2019 ha vinto la medaglia d'argento negli 82 kg, rimanendo sconfitto nella finale contro il danese Rajbek Bisultanov. Si è laureato campione iridato lo stesso anno a Nur-Sultan 2019, dove ha guadagnato il titolo negli 82 kg, superando ai punti nell'ordine lo statunitense John Stefanowicz agli ottavi, il cinese Qian Haitao ai quarti, l'uzbeko Nurbek Khashimbekov in semifinale e l'azero Rafiq Hüseynov in finale.
Agli europei di Roma 2020 è stato eliminato ai sedicesimi dal bielorusso Stanislau Shafarenka nel torneo degli 82 kg.
Nel 2021 è passato alla categoria di peso degli 87 kg. Al torneo europeo di qualificazione olimpica, che garantiva due posti per Tokyo 2020, ha guadagnato la carta olimpica grazie al secondo posto alle spalle dell'azero İslam Abbasov. Ha quindi rappresentato la Georgia ai Giochi olimpici estivi di Tokyo 2020 nel torneo degli 87 kg in cui si è classificato undicesimo, dopo essere stato eliminato agli ottavi dall'uzbeco Rustam Assakalov. Ai mondiali di Oslo 2021 ha ottenuto il bronzo, superando il rappresentante della Federazione di lotta russa Milad Alirzaev al primo turno dei ripescaggi e il danese Turpal Bisultanov nella finale per il gradino più basso del podio; era stato estromesso dal tabellone principale ai quarti dal serbo Zurab Datunashvili, poi vincitore del torneo, dopo aver sconfitto l'azero İslam Abbasov agli ottavi.
Agli europei di Zagabria 2023 ha superato il croato Ivan Huklek agli ottavi e lo svedese Alex Bjurberg Kessidis  ai quarti ed ha perso in semifinale contro il turco Ali Cengiz in semifinale. Nella finale per il bronzo ha sconfitto l'azero Islam Abbasov ai punti. Ai mondiali di Belgrado 2023 ha superato il giordano Sultan Ali Eid ai trentaduesimi e il croato Ivan Huklek  ai sedicesimi ed ha poi perso contro il bulgaro Semen Novikov agli ottavi.
Ha fatto la sua seconda apparizione olimpica a Parigi 2024, dove è stato estromesso dal torneo degli 87 kg ai quarti per mano del bulgaro Semen Novikov, dopo aver battuto l'algerino Bachir Sid Azara agli ottavi.

## Palmarès
| Anno | Manifestazione   | Sede        | Evento | Risultato | Note |
| ---- | ---------------- | ----------- | ------ | --------- | ---- |
| 2009 | Europei cadetti  | Zrenjanin   | 69 kg  | 24º       |      |
| 2010 | Europei cadetti  | Sarajevo    | 76 kg  | Bronzo    |      |
| 2011 | Europei cadetti  | Varsavia    | 76 kg  | Argento   |      |
| 2011 | Mondiali cadetti | Szombathely | 76 kg  | Bronzo    |      |
| 2012 | Europei junior   | Zagabria    | 74 kg  | 11º       |      |
| 2013 | Europei junior   | Skopje      | 74 kg  | Bronzo    |      |
| 2013 | Mondiali junior  | Sofia       | 74 kg  | 14º       |      |
| 2014 | Europei junior   | Katowice    | 84 kg  | Bronzo    |      |
| 2014 | Mondiali junior  | Zagabria    | 84 kg  | Bronzo    |      |
| 2015 | Europei U23      | Wałbrzych   | 80 kg  | Oro       |      |
| 2015 | Giochi europei   | Baku        | 80 kg  | 10º       |      |
| 2015 | Mondiali         | Las Vegas   | 80 kg  | Bronzo    |      |
| 2016 | Europei U23      | Ruse        | 80 kg  | Oro       |      |
| 2017 | Europei U23      | Szombathely | 85 kg  | Bronzo    |      |
| 2017 | Mondiali U23     | Bydgoszcz   | 80 kg  | Argento   |      |
| 2018 | Mondiali         | Budapest    | 82 kg  | 26º       |      |
| 2019 | Europei          | Bucarest    | 82 kg  | Argento   |      |
| 2019 | Mondiali         | Nur-Sultan  | 82 kg  | Oro       |      |
| 2020 | Europei          | Roma        | 82 kg  | 15º       |      |
| 2021 | Giochi olimpici  | Tokyo       | 87 kg  | 11º       |      |
| 2021 | Mondiali         | Oslo        | 87 kg  | Bronzo    |      |
| 2023 | Europei          | Zagabria    | 87 kg  | Bronzo    |      |
| 2023 | Mondiali         | Belgrado    | 87 kg  | 15º       |      |
| 2024 | Giochi olimpici  | Parigi      | 87 kg  | 9º        |      |